# Pedro e os Lobos
Pedro e os Lobos é um livro de autoria do jornalista e historiador João Roberto Laque. Lançado em 2010, conta a biografia do ex-sargento da Força Pública Paulista Pedro Lobo de Oliveira em sua trajetória como guerrilheiro urbano nos Anos de Chumbo, executando ações pela VPR - Vanguarda Popular Revolucionária durante o regime militar no Brasil.

## Sinopse
O livro, fruto de sete anos de pesquisas, entrevistas e viagens pelo Brasil, descreve a história do guerrilheiro e militar Pedro Lobo de Oliveira, que nasceu no bairro de Favorita, município de Natividade da Serra,  município brasileiro do estado de São Paulo, na Microrregião de Paraibuna/Paraitinga, pertencente à Mesorregião do Vale do Paraíba Paulista.
Nos anos 50, Pedro  sai de sua cidade para fugir da miséria em direção a Mato Grosso, mas no caminho quase se torna escravo em uma plantação de bananas. Na cidade de São Paulo, trabalha como servente de pedreiro, metalúrgico e acaba entrando para a Força Pública, hoje Polícia Militar. Contagiado pela luta ideológica o então sargento Lobo adere ao socialismo e passa a atuar no Partidão de Luís Carlos Prestes. Adere à tese da luta armada e se torna membro, junto com Lamarca, de uma das mais ativas organizações guerrilheiras que atuam no país durante os Anos de Chumbo, a VPR - Vanguarda Popular Revolucionária. Companheiro do lendário Capitão Carlos Lamarca e seguidor das ideias de Ernesto Che Guevara, após se expulso da PM, Pedro muda sua identidade para mergulhar de cabeça na luta contra a ditadura militar instalada em 1964.
Ele carrega no seu vasto currículo ações como ataques a bancos, invasões de pedreiras, um atentado a bomba contra o Quartel General do 2º Exército do bairro paulistano do Ibirapuera, segurança de Luiz Carlos Prestes, a invasão do Hospital Militar do Cambuci e a execução do capitão norte-americano Charles Rodney Chandler.
Odiado pelos militares por sua obstinação e bravura, o militante da VPR é preso e torturado nos cárceres da repressão política. Solto durante as negociações pela libertação do embaixador alemão Ehrenfried von Holleben sequestrado pela VPR e ALN, ele passará pela Argélia, Cuba, Chile e Argentina, antes de se fixar na Alemanha Oriental. Sobrevivente de uma guerra sem regras, Pedro volta ao Brasil com a anistia e é reintegrado à Polícia Militar. Hoje Pedro é capitão.
Paralelamente, o livro também faz uma passagem pelos diversos grupos armados que enfrentaram a ditadura militar durante os Anos de Chumbo, relatando as histórias de sua formação e ações, com fatos envolvendo o capitão Carlos Lamarca, Luís Carlos Prestes, Leonel Brizola, Carlos Marighella, Mário Alves, João Amazonas e mais uma gama de guerrilheiros que enfrentraram a ordem imposta pelos generais.

## Repercussão
Em 2011 o livro Pedro e os Lobos foi um dos finalistas da 53ª edição do Prêmio Jabuti, concorrendo na categoria de livro reportagem. Seu autor, João Laque, informou em março de 2012 que seu livro começa a se transformar em um filme documentário.